# Börzow
Börzow är en ortsteil i kommunen Stepenitztal i Landkreis Nordwestmecklenburg i förbundslandet Mecklenburg-Vorpommern i Tyskland. Börzow var en kommun fram till 25 mars 2014 när den uppgick i Stepenitztal. Börzow hade 694 invånare 2014.